# Vidular
Vidular es una localidad española del municipio de Bárcena de Cicero, perteneciente a la comunidad autónoma de Cantabria.

## Geografía
La localidad está situada a 100 m s. n. m. y a 6,9 kilómetros de la capital municipal, Gama.

## Historia
Hacia mediados del siglo XIX, el lugar era referido como un conjunto de caseríos. Aparece descrito en el decimosexto y último volumen del Diccionario geográfico-estadístico-histórico de España y sus posesiones de Ultramar de Pascual Madoz con las siguientes palabras:

VIDULAR: caserios en la prov. de Santander, part. jud. de Laredo.
(Madoz, 1850, p. 39)

En 2023, la entidad singular de población de Vidular tenía empadronados 18 habitantes.